# Paul Adelstein
Paul Adelstein (n. 29 aprilie 1969, Chicago, Illinois) este un actor american, cunoscut în serialele: Prison Break (2005) Private Practice (2007).. El a fost căsătorit cu Liza Weil din noiembrie 2006. Ei au un singur copil.

## Filmografie
| An        | Titlu                             | Rol                                 | Note                                           |
| --------- | --------------------------------- | ----------------------------------- | ---------------------------------------------- |
| 2007      | Grey's Anatomy                    | Cooper Freedman                     | Episoade serial (3x22,3x23)                    |
| 2006      | Scrubs                            | Dr. Stone                           | Episoade serial (5x21)                         |
| 2006      | Nobody's Watching                 | Jeff Tucker                         | Serial                                         |
| 2005-2007 | Prison Break                      | Paul Kellerman                      | Serial                                         |
| 2005      | Be Cool                           | Hy Gordon                           |                                                |
| 2005      | Memoirs of a Geisha               | Lieutenant Hutchins                 |                                                |
| 2005      | Harvey Birdman, Attorney at Law   | Murro                               | Episoade serial (3x02)                         |
| 2005      | Medium                            | Craig                               | Episoade serial (1x14)                         |
| 2004      | Las Vegas                         | Alex Brooks                         | Episoade serial (2x11)                         |
| 2004      | Collateral                        | Fed #3                              |                                                |
| 2004      | Bandwagon                         | Joe Rice                            |                                                |
| 2004      | Lawrence Melm                     |                                     |                                                |
| 2003      | Without a Trace                   | Dave                                | Episoade serial (2x05)                         |
| 2003      | The Lyon's Den                    | Snyder                              | Episoade serial (1x09)                         |
| 2003      | Intolerable Cruelty               | Wrigley                             |                                                |
| 2003      | Partners and Crime                |                                     | Film de televiziune                            |
| 2003      | Law & Order: Special Victims Unit | Steven Kellerman                    | Episoade serial (4x14)                         |
| 2002-2003 | Hack                              | Sergeant Aldo Rossi                 | Episoade serial (1x13, 1x14, 1x20, 2x04, 2x10) |
| 2002      | Breaking News                     | Julian Kerbis                       | Serial                                         |
| 2002      | ER                                |                                     | Episoade serial (8x17)                         |
| 2002      | R.U.S./H.                         | Tom Epstein                         | Film de televiziune                            |
| 2000      | Bedazzled                         | Bob/Roberto/Beach Jock/Sportscaster |                                                |
| 1999      | ER                                | Hank Loman                          | Episoade serial (6x09)                         |
| 1999      | Turks                             | Officer Cliff Fowler                | Serial                                         |
| 1998-1999 | Cupid                             | Mike                                | Episoade serial (1x06, 1x07, 1x09, 1x11, 1x14) |
| 1997      | Peoria Babylon                    | Brad Kessler                        |                                                |
| 1990      | The Grifters                      | Sailor - Young Paul                 |                                                |